# Befandefa
Befandefa is een plaats en commune in het zuiden van Madagaskar, behorend tot het district Morombe, dat gelegen is in de regio Atsimo-Andrefana. Tijdens een volkstelling in 2001 telde de plaats 12.000 inwoners.
In Befandefa en omgeving zijn er lagere scholen, zowel privé als publiek, en een middelbare school lagere graad (in Andavadoaka). 15% van de bevolking werkt als landbouwer, 2% houdt zich bezig met veeteelt en 70% verdient zijn brood als visser. Het belangrijkste landbouwproduct is mais; andere belangrijke producten zijn maniok en zoete aardappelen. Verder is 12% actief in de dienstensector en heeft 1% een baan in de industrie.
Befandefa heeft toegang tot elektriciteit dankzij een centrale op zonne-energie met een vermogen van omtrent 15 kWp.